# Edward Niczypor
Edward Niczypor (ur. 15 listopada 1931 w Bóbrce, zm. 28 stycznia 2019 w Oleśnicy) – polski fotograf, instruktor fotografii, nauczyciel. Zasłużony Oleśniczanin.

## Życiorys
Edward Niczypor w 1936 roku wraz z rodziną osiedlił się we Lwowie, gdzie uczęszczał do Szkoły Podstawowej im. Adama Asnyka. Od 1938 mieszkał  w Tarnopolu, w 1942 wyjechał z matką i rodzeństwem do Wolicy Ługowej – obecnie część miasta Sędziszów Małopolski. W 1946 wraz z rodziną osiedlił się w Oleśnicy, gdzie w 1951 został absolwentem obecnego Pierwszego Liceum Ogólnokształcącego. W 1953 zdał maturę, w czasie późniejszym ukończył polonistykę w Studium Nauczycielskim we Wrocławiu oraz pedagogikę opiekuńczą w Instytucie Pedagogicznym w Jeleniej Górze. 
Związany z oleśnickim środowiskiem fotograficznym – fotografował od 1949 roku. miejsce szczególne w jego twórczości zajmowała fotografia dokumentalna, fotografia reportażowa – w zdecydowanej większości poświęcona Oleśnicy. W latach 1956–1994 (do emerytury) związany z Młodzieżowym Domem Kultury w Oleśnicy, od 1962 związany zawodowo z MDK jako instruktor zajęć fotograficznych. W 1974 roku został kierownikiem pracowni fotograficzno-filmowej przy MDK w Oleśnicy. W 1975 podjął współpracę z Działem Dokumentacji Życia Społecznego Oleśnickiej Biblioteki Publicznej, dla potrzeb którego sporządził dokumentację fotograficzną Oleśnicy – liczącą ok. 3 tysięcy fotografii, prezentowanych wielokrotnie m.in. w Galerii Miejskiej oraz w galerii Oleśnickiej Biblioteki Publicznej. W latach 90. XX wieku był współtwórcą, współwydawcą fotoraportów – dokumentacji fotograficznej Oleśnicy. Publikował swoje prace w ogólnopolskiej, regionalnej, lokalnej prasie oraz specjalistycznej prasie fotograficznej – m.in. w miesięczniku Foto. Jako fotograf współpracował z wrocławską Gazetą Robotniczą oraz jako fotograf i publicysta – z Panoramą Oleśnicką. 
Za działalność społeczną na niwie fotografii został uhonorowany odznaką Zasłużony dla Województwa Wrocławskiego i Miasta Wrocławia oraz okolicznościowym medalem 800-lecia Oleśnicy. Pokłosiem współpracy Edwarda Niczypora z Działem Dokumentacji Życia Społecznego Oleśnickiej Biblioteki Publicznej – było uhonorowanie go Nagrodą Miasta Oleśnicy, w 2001 roku. 
Edward Niczypor został pochowany w dniu 30 stycznia 2019 na cmentarzu komunalnym, przy ulicy Wojska Polskiego w Oleśnicy. Jego fotografie znajdują się m.in. w zbiorach Oleśnickiej Biblioteki Cyfrowej, zarchiwizowane m.in. w ramach projektu Piękne czterdziestoletnie, którego inicjatorem jest Oleśnicki Dom Spotkań z Historią – program Wizja Lokalna.

## Odznaczenia
- Złoty Krzyż Zasługi[2][3]
- Krzyż Kawalerski Orderu Odrodzenia Polski[2][3]

## Publikacje
- Światłem malowane. Fotografia w Oleśnicy w latach 1945–2000 (2000)[2][1]